# التقانة في مصر القديمة
ينظر إلى خصائص المصريون القدماء من قطعهم أثرية وعاداتهم التي استمرت لآلاف السنين.فقد اخترع المصريون القدماء آلات أساسية كثيرة، مثل منحدر ورافعة، للمساعدة عمليات البناء. واستخدامهم حبل دعامات لتقوية شعاع من السفن. والرقاع المصرية المصنوعة من ورق البردي، وصناعة الفخار تم إنتاج الشامل وتصديرها في جميع أنحاء حوض البحر الأبيض المتوسط والعجلة الحربية.كما لعب المصريون دورا كبيرا في تطوير الإبحار في البحر المتوسط بما في ذلك تكنولوجيا السفن والمنارات.

## التكنولوجيا في مصر الفرعونية
تقدمت مصر القديمة تقدما كبيرا خلال فترة الأسرات تشمل علم الفلك، الرياضيات، والطب.كما تقدموا في الهندسة للحفاظ على تخطيط وملكية الأراضي الزراعية، والتي غمرت مياه الفيضان سنويا من قبل نهر النيل. استخدم المصريون القدماء المثلث القائم والعديد من القواعد الهندسية لقياس المساحات وتحديد الخطوط المستقيمة.كما كانت مصر قديما مقصد للباحثين في علم الكيمياء.

### صناعة الورق والكتابة
استخدم المصريون نبات البردي لصناعة الورق وقد بدأت صناعة الورق في مصر منذ ما يقارب 3000 عام قبل الميلاد.ولأن البردي كان اختراعاً مصريًّا أصيلاً، فقد جرى تصديره من مصر إلى بعض الدول المحيطة بها. ونتصور أن ميناء «بيبلوس» (جبيل حاليًّا) في لبنان يحمل اسمًا محرفًا عن الاسم المصري القديم واليوناني للبردي «بابرعا» و«بابيروس»، ولابد أن هذا الميناء كان ميناء تصدير هذا الورق إلى دول حوض البحر المتوسط، واسم «بردي» مشتق من الكلمة المصرية القديمة المركبة «بابرعا»، والتي تعني: «المنتمي للقصر»، إشارة إلى أن صناعة البردي كانت احتكارًا ملكًّيا، ثم حرفت إلى «بابرو» في القبطية لتصبح «بابروس» في اليونانية، ثم (Papyrus) وجمعها (Papyri) في اللغات الأوروبية، ثم «بردي» في العربية، مع ملاحظة إضافة حرف «د» وسقوط أحد حرفي «الباء»، ثم أصبحت (Paper) في الإنجليزية.
وتعتبر اللغة الهيروغليفية ونظام الكتابة المصرية القديمة هي النواة الأولى للأبجدية الفينيقية
التي تعد أول أبجدية في التاريخ. وقد ساعد نظام الكتابة المصريين القدماء علي اختراع نظام العد العشري.

## البناء
لا تزال العديد من المعابد والمقابر المصرية القديمة شاهدة على تقدم مجال البناء في العصور المصرية القديمة وتعتبر رموز قومية للحضارة المصرية القديمة، وكان بناء المعابد مثل معبد حتشبسوت مشاريع ضخمة قديما.وتعتبر مقبرة توت عنخ آمون واحدة من أهم المقابر الفرعونية المنحوتة في الصخر وتحتفظ بالكنوز والمجوهرات.ومن أشهر المعماريين في مصر القديمة المهندس إمحوتب الذي اعتبر أول مهندس في التاريخ.
طُوِرت تقنية المنارة في في مصر الهلِّينستية، ومن أبرزها منارة الإسكندرية. كانت الإسكندرية ميناءً للسفن التي تاجرت في البضائع المصنوعة في مصر أو المستوردة إلى مصر. نقلت رافعات كابولية عملاقة البضائع من وإلى السفن. صمم المنارة سوستراتوس من كنيدوس ثم بُنيت في القرن الثالث قبل الميلاد (بين عامي 285 و247 قبل الميلاد) في جزيرة فاروس في الإسكندرية بمصر، التي أصبحت منذ ذلك الحين شبه جزيرة. ذاع صيت هذه المنارة آنذاك ولم تندثر شهرتها قط. رُسمت لوحة للمنار في عام 2006 بُنيت على دراسة مراجع عديدة.

### الآثار
كان وادي النيل من أكثر الأماكن تأثير في العالم من خلال مبانيه وآثاره الضخمة ومن أشهرها: أبي الهول وأهرامات الجيزة والتي تعد من أكبر وأشهر المباني في العالم.
إن الأهرامات الأكثر شهرة هي الأهرامات المصرية، وهي هياكل ضخمة بُنيت من الطوب أو الحجر، بعضها من أكبر المباني التي صنعها البشر. كانت الأهرامات بمثابة مقابر للفراعنة. أُشير إلى الهرم في مصر القديمة باسم مير، التي تعني حرفيًا «مكان الهيمنة». يعد الهرم الأكبر بالجيزة هو الأكبر في مصر وأحد أكبر الأهرامات في العالم. تبلغ مساحة القاعدة أكثر من ثلاثة عشر فدانًا (ثلاثة وخمسون ألف متر مربع). هو أحد عجائب الدنيا السبع والوحيد منها الذي بقى حتى العصر الحديث. توَّج المصريون القدماء قمم أهرامهم بالذهب وغطوا أسطحها بحجر جيري أبيض براق، ولكن على مدار الآلاف من السنوات سقطت الكثير من الحجارة المستعملة أو نُزعت عمدًا لاستعمالها في أبنية أخرى. يعد الهرم الأحمر في مصر (القرن السادس والعشرون قبل الميلاد) -والذي سُمي بهذا الاسم نظرًا للجرانيت المكشوف الذي يغطي سطحه عاكسًا اللون القرمزي الفاتح - ثالث أكبر الأهرامات المصرية. بُني هرم منقرع -والذي يعود تاريخ بناءه على الارجح إلى العصر ذاته- من الحجر الجيري والغرانيت. يحتوي الهرم الكبير بالجيزة (نحو 2580 قبل الميلاد) على ناووس غرانيتي ضخم مصنوع من «الغرانيت الأسواني الأحمر». كان للهرم الاسود الذي خُرِّب معظمه -والذي يعود تاريخه إلى عهد أمنمحات الثالث- في ما مضى هريم تاجي غرانيتي مُلمع، وهو معروض الآن في الصالة الرئيسية للمتحف المصري في القاهرة (انظر دهشور). ثمة استعمالات أخرى في مصر القديمة، تشمل: الأعمدة، وعتبات الأبواب، والأسكفة، وعضادات الأبواب، وقشرة الجدران والأرضيات.
كان لدى المصريين القدماء بعض من أوائل المباني الحجرية (كالتي في سقارة). تظل طريقة عمل المصريين للغرانيت الصلب موضع جدال. افترض عالِم الآثار باتريك هانت أن المصريين استخدموا حجر السنباذج، وتبين أن قابليتها للتصليد (التقسية) أعلى على مقياس موس. أما في ما يتعلق بالبناء، من بين الأساليب المختلفة استعملها المعماريون، حركت الرافعات مسلَّات تزن أكثر من مئة طن ورفعتها.

### المسلات والركائز
كانت المسلات جزءًا بارزًا من فن العمارة عند المصريين القدماء الذين وضعوها في ثنائيات عند مداخل المعالم الأثرية والأبنية المهمة مثل المعابد. كتبت موسوعة بريتانيكا عام 1902 ما يلي: «إن أقدم مسلة معبد باقية في موقعها هي مسلة سنوسرت الأول من الأسرة الثانية عشر في هيليوبوليس (بارتفاع ثمانية وستين قدمًا)». إن كلمة مسلة بالإنجليزية (obelisk) هي كلمة يونانية الأصل لا مصرية، لأن هيرودوت -الرحالة العظيم- كان أول كاتب يصف هذه المسلات. من المعروف أن هناك تسع وعشرين مسلة مصرية قديمة باقية حتى الآن، بالإضافة إلى المسلة غير المكتملة التي بنتها حتشبسوت للاحتفال بسنتها السادسة عشرة كملكة حاكمة لمصر. تحطمت أثناء اقتطاعها من المحجر وتُخلي عنها عندما حلت أخرى محلها. عُثر على هذه المسلة المكسورة في أسوان، وتمدنا بنظرة واضحة عن الأساليب التي استُخدمت في اقتطاعها. رمزت المسلة إلى رع إله أعالي السماء. قيل إنها آشعة متحجرة من آتون -قرص الشمس- خلال فترة الإصلاح الديني الوجيزة لإخناتون. افترضت باتريشيا بلاكويل غاري عالِمة المصريات بجامعة نيويورك وريتشارد تلكوت رئيس تحرير الفلك أن أشكال الهرم والمسلة المصريين القدماء استمدا من ظواهر طبيعية مرتبطة بالشمس (إله الشمس رع هو أعظم آلهة المصريين). اعتُقد أيضًا أن الإله موجود داخل الهيكل.استخدم المصريون أيضًا الأعمدة على نطاق واسع.
لا يُعرف ما إذا امتلك المصريون القدماء طائرات ورقية أم لا، لكن رفع فريق بقيادة مورين كليمونز مستشارة لشركة برامج حاسوبية بكاليفورنيا ومرتضی غریب اختصاصي علم الطيران بمعهد كاليفورنيا للتقنية مسلة وزنها خمسة ألاف وتسعمئة رطل بطول خمسة عشر قدمًا (أربعة أمتار فاصل ستة من عشرة من المتر) في وضعية رأسية باستخدام منطاد، ونظام رفع بالبكرات وعمود أرتكاز. طورت مورين كليمونز فكرة أن المصريين القدماء استخدموا مناطيد صغيرة (كالطائرات الورقية) في العمل اعتمادًا على طاقة الرياح. سُجِّل أيضًا استعمال الأسطح المنحدرة على نطاق واسع في مصر القديمة. إن السطح المنحدر سطح مائل، أو سطح مستوٍ موضوع بزاوية (ليست زاوية قائمة) مقابل سطح أفقي. يتيح المستوى المنحدر للمرء التغلب على مقاومة كبيرة باستخدام قوة صغيرة نسبيًا من خلال مسافة أطول من مسافة رفع الحمل المُراد رفعه. كثيرًا ما يشار إلى السطح المنحدر في الهندسة المدنية (نسبة الارتفاع إلى المستوي) على أنه درجة أو معامل تدرج. إن السطح المنحدر أحد الآلات البسيطة المعروفة عمومًا. قادت مورين كليمونز في وقت لاحق فريقًا من الباحثين في عرض لطائرة ورقية مصنوعة من مواد طبيعية ومدعمة بالشيلاك (والذي نجح -وفقًا لبحثهم- بنسبة تسعة وتسعين في المائة في رفع كفاءة النايلون) في رياح بقوة تسعة أميال في الساعة كان من السهل أن تسحب حجرًا هرميًا متوسط الطن إلى أعلى الدرجين الأولين من الهرم (بالتعاون مع جامعة ولاية كاليفورنيا للعلوم التطبيقية، وبومونا في بناء هرم من ثلاثة وخمسين حجرًا في روزاموند، كاليفورنيا).

### الملاحة وبناء السفن
عرف المصريون القدماء إلى حد ما بناء الأشرعة. يخضع هذا لعلم الديناميكا الهوائية. كانت الأشرعة المصرية الأولى قادرة ببساطة على مواكبة الرياح ودفع السفينة. بُنيت أشرعة مصرية في وقت لاحق يعود تاريخها إلى عام 2400 قبل الميلاد مع العلم بأن السفن تستطيع الإبحار ضد الرياح باستخدام رفع الأشرعة. أشرفت الملكة حتشبسوت على تحضير وتمويل بعثة استطلاعية مكونة من خمس سفن طول الواحدة منها سبعون قدمًا ولها عدة أشرعة. توجد أنواع أخرى مختلفة أيضًا.
امتلك المصريون القدماء خبرة في بناء مجموعة متنوعة من السفن. بقي البعض منهم حتى يومنا هذا كسفينة خوفو الشمسية. عُثر على السفن في العديد من المناطق في مصر، إذ عُثر على مراكب أبيدوس وبقايا السفن الأخرى بالقرب من الأهرامات.
إن امتداح سنفرو لسفينة خشب الأرز القديمة لهذين البلدين هو أول إشارة مُسجلَّة لسفينة يُشار إليها بالاسم.
رغم إن الدفة الربعية كانت أساس الملاحة في النيل، كان المصريون أول من استعملوا أيضًا المجداف الذي يوضع بالمؤخرة (الدفة) (ليست من النوع الحديث بل مجاديف موجَّهة المركَّزة من المنتصف).

### الري والزراعة
استُخدم الري كتطبيق اصطناعي للمياه على التربة إلى حد ما في مصر القديمة، الحضارة الهيدروليكية (التي تتطلب هندسة هيدروليكية). استُخدم المطر في مجال إنتاج المحاصيل بالأساس ليحل مشكلة ندرة الأمطار في فترات الجفاف، بدلًا من الاعتماد على الأمطار المباشرة (التي يُشار إليها بزراعة الأراضي الجافة أو بالزراعة المطرية).

## معرض صور

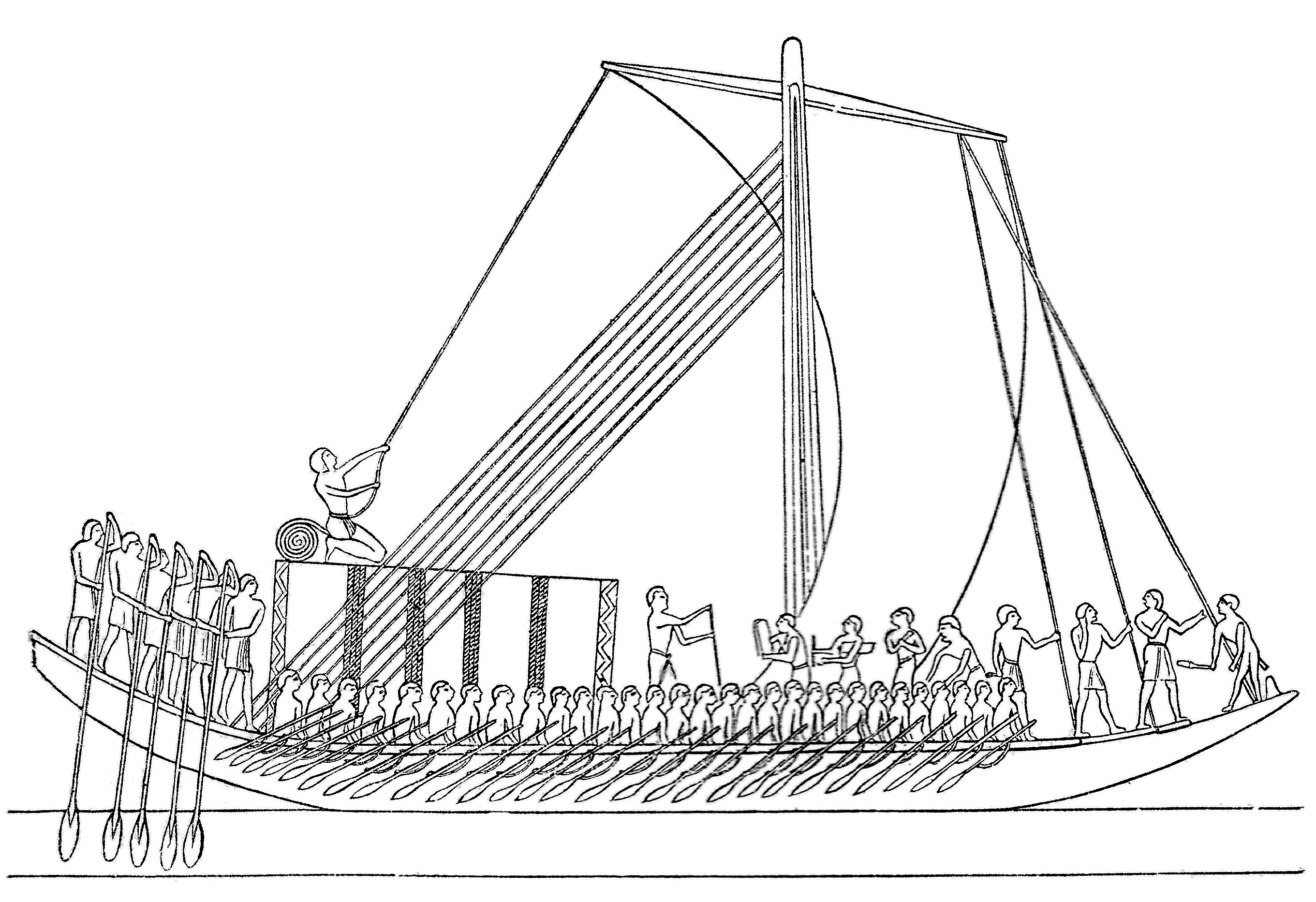
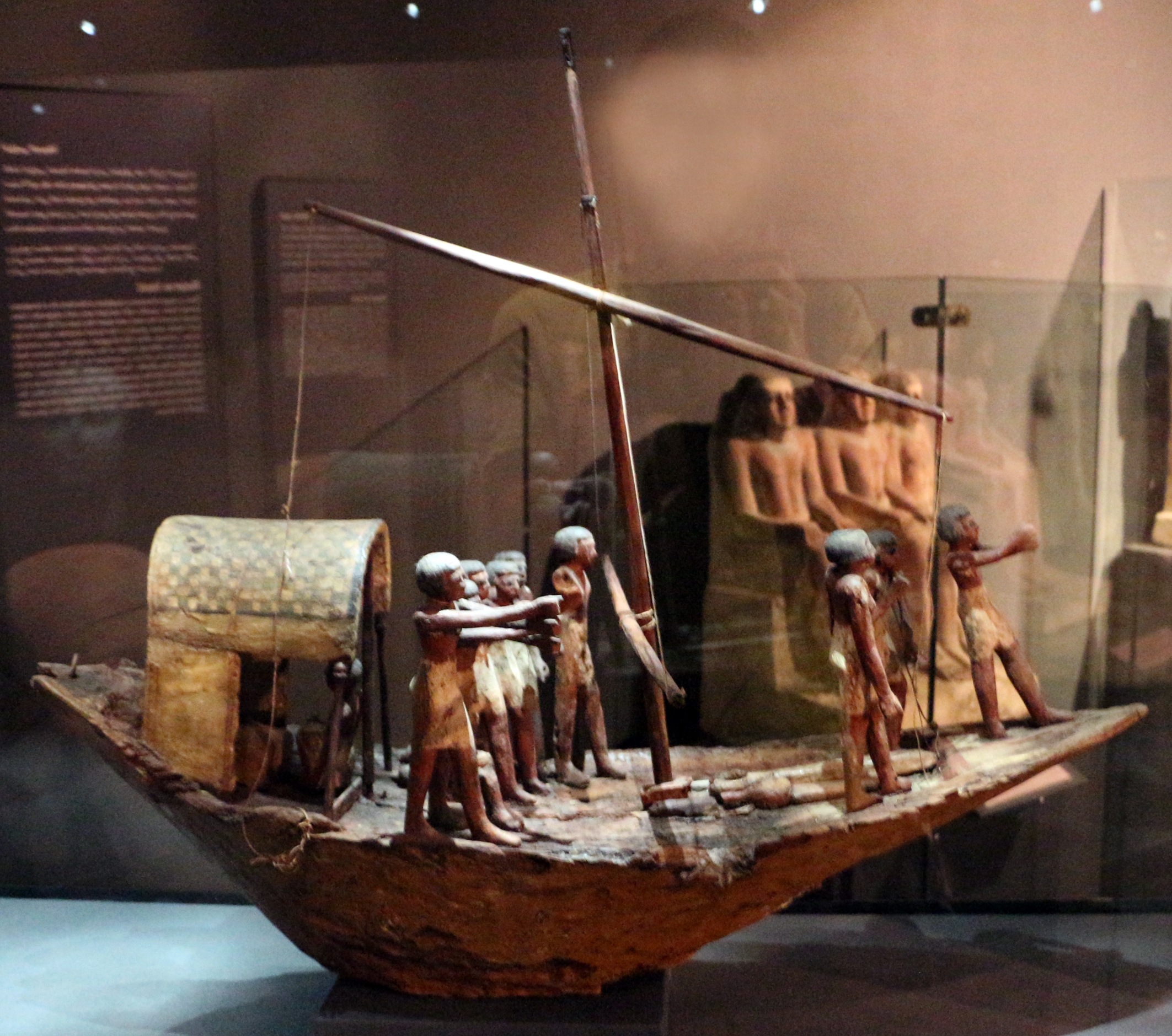
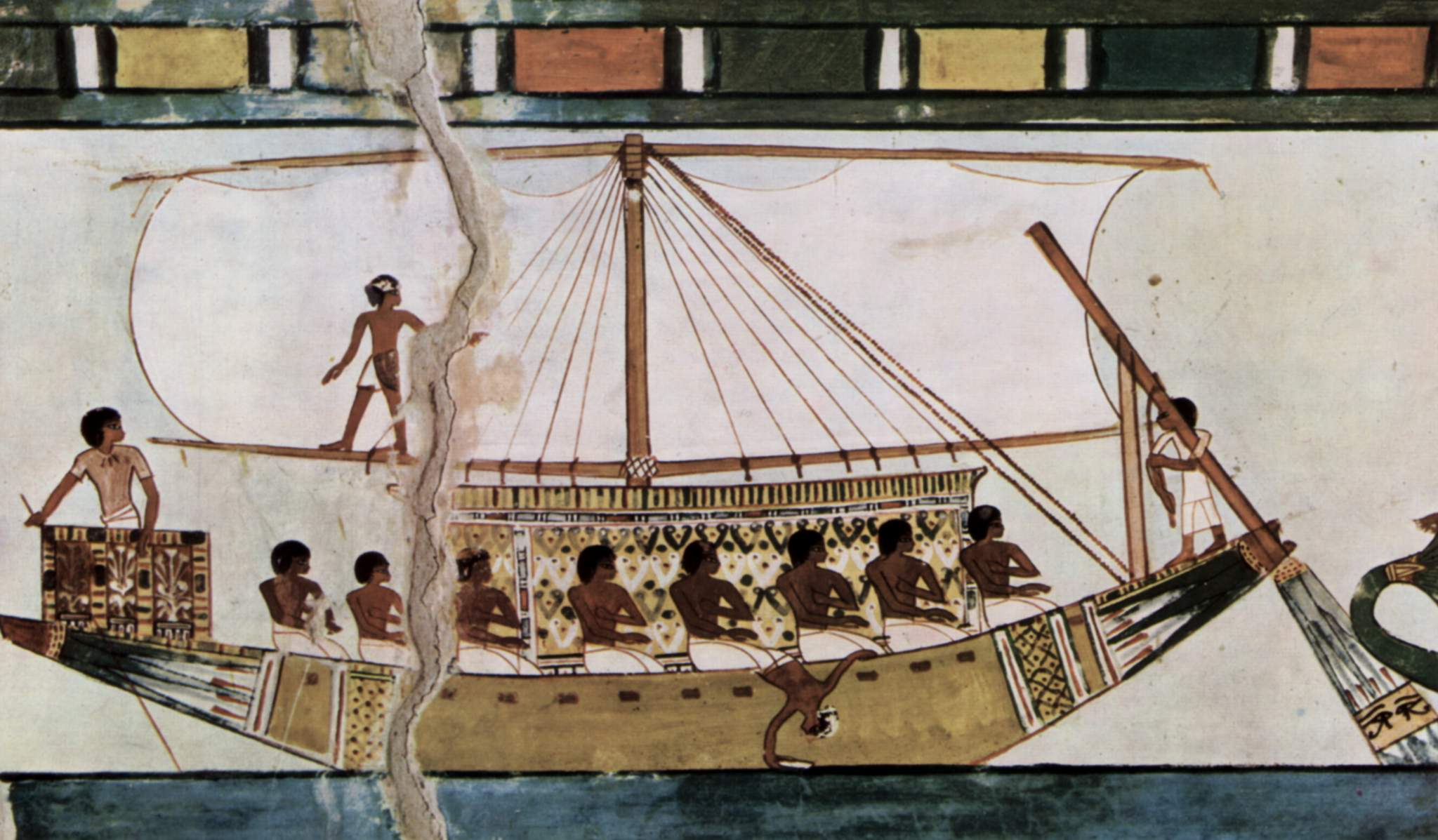
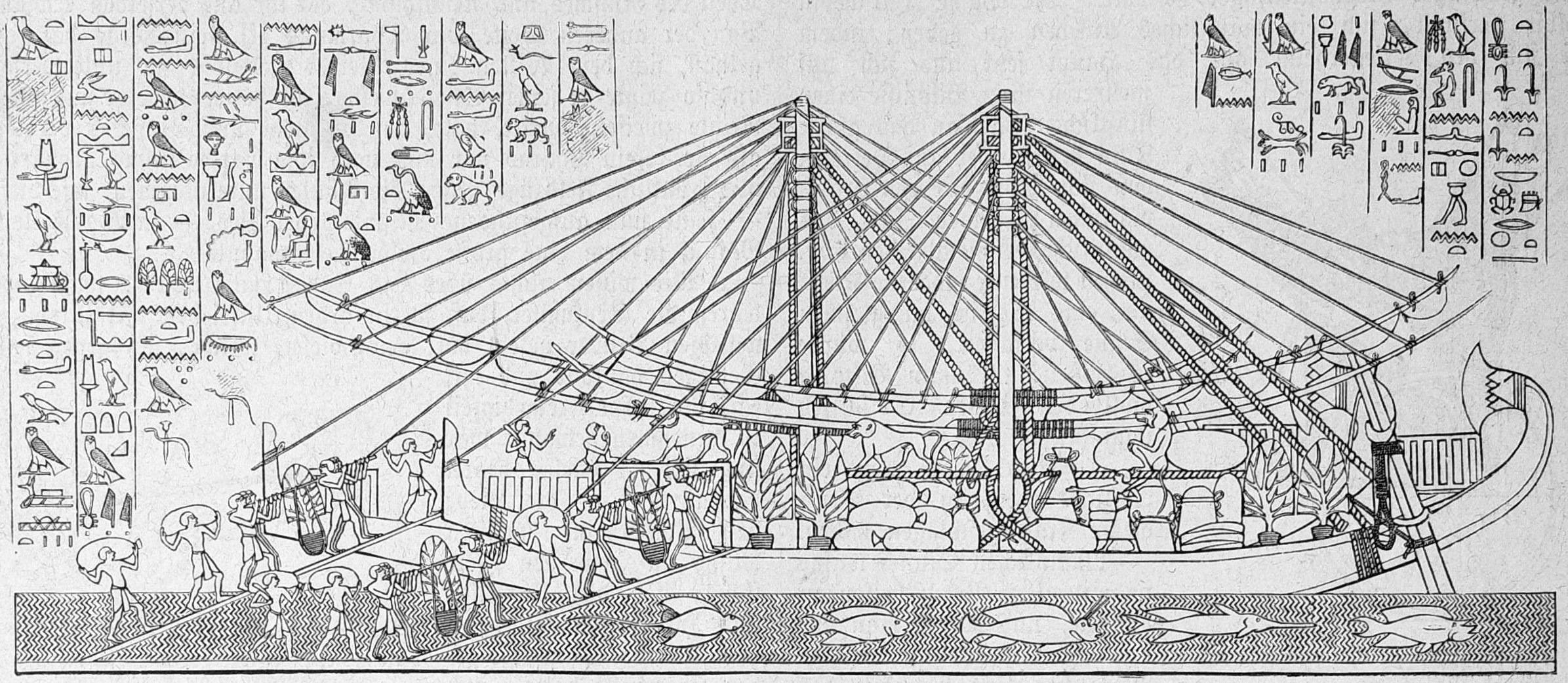